# Neusplacode

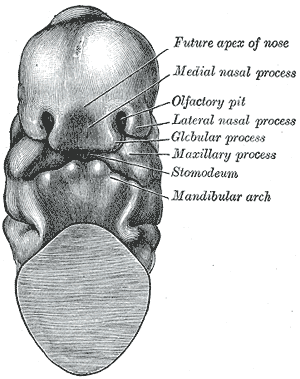
Vier weken oud menselijk embryo. arch=kieuwboog. process=uitsteeksel.

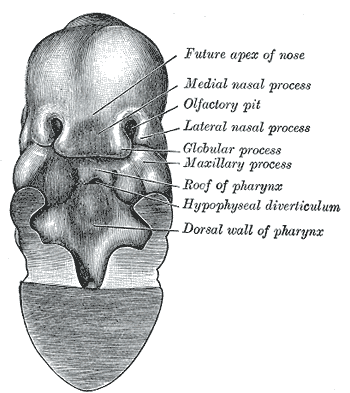
Vier weken oud menselijk embryo, waarbij de voorwand van de farynx is verwijderd

De neusplacoden of olfactorische placoden of het olfactorische epitheel zijn een verdikt deel van het externe of oppervlakte ectoderm tijdens de embryonale ontwikkeling. Uit de mediale en laterale neusuitsteeksel van elke placode ontstaan de neus, het filtrum van de bovenlip en het primaire gehemelte.
De neusplacoden ontstaan als het embryo 36 dagen oud is (gerekend vanaf de bevruchting), het is dan 7 tot 9 mm lang. In de zesde week van de ontwikkeling groeit het centrum van elke placode naar binnen om de twee neusholtes te vormen. De instulpingen zullen aanleiding geven tot het reukepitheel dat de bovenkant van de neusholte bekleedt.
|  |  |

## Vorming neusplacode
In de vroege embryonale ontwikkeling migreren neurale lijstcellen voor het vormen van het ectomesenchym van de kieuwbogen. Tegen het einde van de vierde week vormen de eerste paar kieuwbogen vijf gezichtsuitsteeksels - een ongepaard frontonasaal uitsteeksel, gepaarde onderkaakuitsteeksels en gepaarde bovenkaaksbeenuitsteeksels. De neus wordt grotendeels gevormd door de fusie van deze vijf gezichtsuitsteekseld. Het frontonasale uitsteeksel geeft aanleiding tot de neusbrug. De mediale nasale uitsteeksels vormen de neuskam en de punt van de neus, en de laterale nasale uitsteeksels vormen de zijkanten van de neus. De neuskam is een verhoging op het nasale oppervlak van het gehemelte uitsteeksel van het bovenkaaksbeen. Het frontonasale uitsteeksel is een proliferatie van het mesenchym voor de vorming van de hersenblaasjes en vormt de bovengrens van het stomadeum.
Tijdens de vijfde week worden de bovenkaaksbeen uitsteeksels groter en tegelijkertijd wordt het ectoderm van het frontonasale uitsteeksel aan de zijkanten dikker en neemt ook in omvang toe, waardoor de neusplacoden worden gevormd. Deze ontwikkeling wordt geïnduceerd door het ventrale deel van de voorhersenen. In de zesde week stulpt het ectoderm in elke neusplacode in om een ovaalvormige neusholte te vormen, die een omringende verhoogde weefselrand vormt.Elke neusholte vormt een scheiding tussen de randen, in een lateraal neusuitsteeksel aan de buitenrand en een mediaal neusuitsteeksel aan de binnenrand.